# Município de Jennings (condado de Van Wert, Ohio)
O município de Jennings (em inglês: Jennings Township) é um município localizado no condado de Van Wert no estado estadounidense de Ohio. No ano de 2010 tinha uma população de 668 habitantes e uma densidade populacional de 9,18 pessoas por km².

## Geografia
O município de Jennings encontra-se localizado nas coordenadas 40° 45′ 02″ N, 84° 25′ 53″ O. Segundo a Departamento do Censo dos Estados Unidos, o município tem uma superfície total de 72.74 km², da qual 72,69 km² correspondem a terra firme e (0,07 %) 0,05 km² é água.

## Demografia
Segundo o censo de 2010, tinha 668 pessoas residindo no município de Jennings. A densidade populacional era de 9,18 hab./km². Dos 668 habitantes, o município de Jennings estava composto pelo 99,1 % brancos, o 0,3 % eram afroamericanos, o 0,15 % eram amerindios, o 0,15 % eram de outras raças e o 0,3 % eram de uma mistura de raças. Do total da população o 0,9 % eram hispanos ou latinos de qualquer raça.